# Ann-Louise Skoglund
Eva Ann-Louise Skoglund (* 28. Juni 1962 in Karlstad, Schweden) ist eine ehemalige schwedische Leichtathletin. Sie war die erste Europameisterin im 400-Meter-Hürdenlauf.

## Leben
Skoglund war schon bei den Olympischen Spielen 1980 in Moskau im 400-Meter-Lauf am Start, schied jedoch im Vorlauf aus. Bei den Europameisterschaften 1982 in Athen stand erstmals der 400-Meter-Hürdenlauf für Frauen auf dem Programm. Völlig überraschend gewann die damals 20-jährige Schwedin in 54,58 s den Titel vor Petra Pfaff aus der DDR und der Französin Chantal Réga.
Nachdem Skoglund 1983 bei den Weltmeisterschaften in Helsinki in 54,80 s Sechste hinter zwei Läuferinnen aus der Sowjetunion und drei Läuferinnen aus der DDR geworden war, durfte sie sich beim olympischen Debüt des 400-Meter-Hürdenlaufs 1984 in Los Angeles gute Finalchancen ausrechnen. Ihre Chancen stiegen, als klar wurde, dass die Läuferinnen aus der Sowjetunion und der DDR wegen des Olympiaboykotts nicht am Start sein würden.
Im Finale in Los Angeles waren acht Läuferinnen aus acht Ländern und fünf Erdteilen am Start. Das Ergebnis lautete:
- Platz 1 in 54,61 s Nawal El Moutawakel aus Marokko
- Platz 2 in 55,20 s Judi Brown aus den USA
- Platz 3 in 55,41 s Cristieana Cojocaru aus Rumänien
- Platz 4 in 55,42 s Pilavullakandi Usha aus Indien
- Platz 5 in 55,43 s Ann-Louise Skoglund aus Schweden
- Platz 6 in 56,21 s Debbie Flintoff aus Australien
- Platz 7 in 56,55 s Tuija Helander aus Finnland
- Platz 8 in 57,15 s Sandra Farmer aus Jamaika

Skoglund verpasste also um zwei Hundertstelsekunden eine olympische Medaille.
Bei den Europameisterschaften 1986 in Stuttgart wurde Skoglund dann mit neuem schwedischen Rekord von 54,15 s Vierte hinter Marina Stepanowa aus der Sowjetunion und hinter Sabine Busch und Cornelia Feuerbach aus der DDR.
In ihrer Wettkampfzeit war sie 1,75 m groß und wog 58 kg.
2006 gewann mit Susanna Kallur erstmals nach Skoglund wieder eine schwedische Läuferin Gold bei Europameisterschaften, dieses Mal im 100-Meter-Hürdenlauf.